# Hemiarthrum
Hemiarthrum is een monotypisch geslacht van keverslakken uit de familie van de Hemiarthridae.

## Soort
- Hemiarthrum setulosum Carpenter in Dall, 1876